# Лю, Даллас
Даллас Лю (англ. Dallas Liu; род. 21 августа 2001, Лос-Анджелес, Калифорния) — американский актёр, наиболее известный по роли принца Зуко в телесериале «Аватар: Легенда об Аанге» от Netflix. Лю дебютировал в кино в роли юного Дзина Кадзамы в фильме «Теккен» (2009), также появился в телесериале «Пен15» в роли Сюдзи Исии-Питерса.

## Ранние годы
Лю вырос в долине Сан-Габриэль, штат Калифорния. Лю занимается японским сётоканом и участвует в соревнованиях Североамериканской ассоциации спортивного каратэ. Он начал заниматься боевыми искусствами, когда ему было 5 лет, и прекратил участвовать в международных соревнованиях в 13 лет.

## Карьера
Лю дебютировал в кино в роли юного Дзина Кадзамы в фильме «Теккен» (2009). На прослушивание его направил один из его учителей боевых искусств. Менеджер Лю нашёл его через видеоролики о каратэ, загруженные на YouTube. У него была роль Картера в сериале «Легендарный Дудас» канала Nickelodeon.
Лю сыграл Шуджи, брата Майи Эрскин, в драмеди «Пен15» на канале Hulu.
Лю сыграл Тейлора Кинга в молодёжном драматическом сериале «Игроки». Позже Лю появился в фильме Marvel 2021 года «Шан-Чи и легенда десяти колец». Он сыграл Руйхуа, младшего брата Кэти.
26 сентября 2020 года Лю провёл виртуальное чтение «Семь минут на небесах» к 10-летию пьесы.
12 августа 2021 года Netflix сообщил, что Лю получил роль Зуко в их телевизионной адаптации «Аватар: Легенда об Аанге».

## Личная жизнь
Лю имеет китайско-индонезийское происхождение. Члены его семьи по материнской линии родом из Джакарты, Индонезия.

## Фильмография

### Фильмы
| Год  | Название                      | Роль                          | Примечания                        |
| ---- | ----------------------------- | ----------------------------- | --------------------------------- |
| 2009 | Теккен                        | Дзин Кадзама в возрасте 6 лет |                                   |
| 2015 | Неудачники                    | молодой Джимми                |                                   |
| 2017 | Элла                          | Эйб                           | Короткометражный фильм            |
| 2021 | Шан-Чи и легенда десяти колец | Руйхуа                        |                                   |
| 2023 | Пижамная вечеринка            | Майки                         | Оригинальный фильм Disney Channel |

### Телевидение
| Год       | Название                                    | Роль              | Примечания                                        |
| --------- | ------------------------------------------- | ----------------- | ------------------------------------------------- |
| 2013      | Смертельная битва: Наследие                 | юный Би-Хань      | Эпизод: «Лю Кан и Кун Лао воссоединилась в Макао» |
| 2014      | Энормус                                     | мальчик           | Эпизод: «Энормус»                                 |
| 2014      | Кости                                       | Райли             | Эпизод: «Увечья мастера манипулятора»             |
| 2015      | Жизнь Гортимера Гиббона на нормальной улице | Йоши              | Эпизод: «Гортимер против ужасного прикосновения»  |
| 2016      | C.S.I.: Киберпространство                   | Джейк Хейзелтон   | Эпизод: «Наследие»                                |
| 2016      | Легендарный Дудас                           | Картер            | 5 эпизодов                                        |
| 2018      | Кто был? Показывай                          | Брюс Ли           | 4 эпизода                                         |
| 2019—2021 | Пен15                                       | Сюдзи Исии-Питерс | 14 эпизодов                                       |
| 2019      | Ник вам покажет                             | Пити              | 2 эпизода                                         |
| 2020      | Игроки                                      | Тейлор Кинг       | 8 эпизодов                                        |
| 2024      | Аватар: Легенда об Аанге                    | Зуко              | Главная роль                                      |